# Großsteingrab Lütnitz
Das Großsteingrab Lütnitz ist eine jungsteinzeitliche megalithische Grabanlage bei Lütnitz, einem Ortsteil der Stadt Möckern im Landkreis Jerichower Land, Sachsen-Anhalt.

## Lage
Das Grab befindet sich südlich von Lütnitz auf einem Feld, einige Meter südlich eines Feldwegs.

## Forschungsgeschichte
1924 wurde von einem Feldaufseher eine Tasse in dem Grab gefunden. 1928 wurde eine archäologische Grabung unter Leitung von Ernst Herms und Carl Engel durchgeführt, deren Ergebnisse noch im gleichen Jahr publiziert wurden.

## Beschreibung

### Architektur

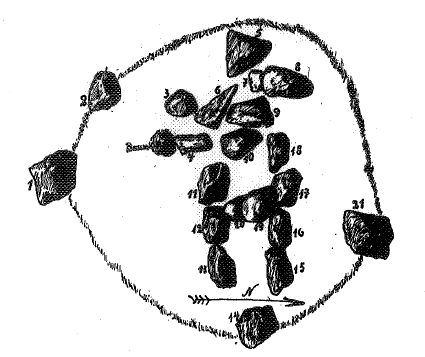
Grundriss des Großsteingrabes Lütnitz nach Herms

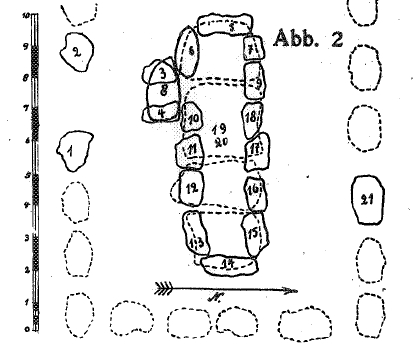
Rekonstruktion des Grabes Lütnitz nach Herms

Die Anlage besitzt ein längliches (vielleicht rechteckiges) ost-westlich orientiertes Hünenbett mit einer Umfassung, von der noch drei Steine erhalten sind (zwei an der südlichen und einer an der nördlichen Langseite). Die Grabkammer gehört zum Typ der Ganggräber. Sie ist ebenfalls ost-westlich orientiert und hat eine Länge von über 5 m. Die Kammer besteht aus sechs Wandsteinen an der nördlichen und fünf an der südlichen Langseite sowie je einem Abschlussstein an den Schmalseiten. Von den ursprünglich wohl vier Decksteinen ist nur noch einer erhalten; er ist zerbrochen und in die Grabkammer gestürzt. Zwischen dem vom Westen aus gesehen ersten und zweiten Wandstein der südlichen Langseite befindet sich der Zugang zur Kammer. Ihm ist ein Gang vorgelagert, der aus einem Wandsteinpaar und einem Deckstein besteht.
Bei der Grabung von 1928 wurden in der Nähe der Wandsteine der Grabkammer mehrere Brandstellen entdeckt.

### Funde
In und um die Grabkammer wurden über 100 Keramikscherben sowie einige Feuerstein-Artefakte gefunden. Viele Scherben zeigen zwar einen Einfluss durch die Tiefstichkeramikkultur (3700–3350 v. Chr.), lassen sich ihr aber nicht eindeutig zuweisen. Die Frage nach den Erbauern der Anlage kann damit nach Hans-Jürgen Beier nicht eindeutig beantwortet werden. Weitere Scherben gehören der Kugelamphorenkultur (3100–2650 v. Chr.) und der endneolithischen Einzelgrabkultur (2800–2050 v. Chr.) an. Die 1924 gefundene und heute verschollene Tasse lässt sich der Walternienburger Kultur (3350–3100 v. Chr.) zuordnen. Da sie außerhalb der Kammer gefunden wurde, ordnet Beier sie einer Nachbestattung im Hünenbett zu.